# Gobierno de Panamá
El Gobierno de Panamá, denominado como Gobierno Central según la Constitución Política y también conocido como Gobierno Nacional, es el órgano constitucional que encabeza el poder ejecutivo de la República de Panamá y dirige la administración pública a nivel nacional. Sus funciones incluyen, según las disposiciones de la Constitución Política, determinar la política interior y exterior; coordinar la administración pública, ejercida mediante los ministerios o por organismos autónomos y fiscalizadores; regular el funcionamiento de las cinco ramas de las Fuerzas Públicas, ejercer la iniciativa legislativa para proponer proyectos de ley a la Asamblea Nacional; consensuar y proponer, para su aprobación por la Asamblea Nacional, el Presupuesto General del Estado; entre otras establecidas.
Según la separación de poderes, el Gobierno Central es políticamente independiente de los otros dos Órganos del Estado y se regulan entre sí para garantizar el funcionamiento ordinario del poder público. El presidente de la República es elegido por mayoría simple, bajo sufragio universal, para un período de cinco años junto a su compañero de fórmula, el vicepresidente. Entre sus numerosas competencias, el presidente tiene la facultad de nombrar y/o destituir (a su discreción) a los miembros del Consejo de Ministros, la mayoría de los cuales también ejercen como máximas autoridades de los ministerios.
El actual Gobierno de Panamá es el gobierno de José Raúl Mulino, elegido con el 34.23% de los votos en 2024 por una alianza entre Realizando Metas y el Partido Alianza. Mulino asumió la presidencia el 1 de julio de 2024 y, el mismo día, juramentó a los miembros de su Consejo de Ministros.

## Composición y organización
El Órgano Ejecutivo y, por extensión, el Gobierno Central, es establecido por el Título VI de la Constitución Política y está constituido por:
- El presidente de la República, elegido por mayoría simple para un período de cinco años y sin posibilidad de reelección inmediata.
- El vicepresidente de la República, elegido como compañero de fórmula del presidente para el mismo período. Está facultado para sustituir al presidente, de forma temporal o permanente, cuando esté inhabilitado para ejercer su cargo.
- Los ministros de Estado, nombrados a discreción exclusiva del presidente de la República para ejercer como máximas autoridades de los ministerios durante un período indeterminado que no exceda el del presidente (a menos de que el presidente sucesor desee que continúe ejerciendo en el cargo).
- Las instituciones descentralizadas, las empresas públicas y los intermediarios financieros que sean establecidos por Ley.

Existen ocho organismos fiscalizadores con total independencia operativa del Gobierno Central, pero ejercen competencias que generalmente son consideradas como propias del poder ejecutivo:
- El Ministerio Público, responsable de la investigación de los hechos constitutivos de delito y el sustento de la acción pública ante las diversas instancias de administración de justicia a nivel nacional.[14]
- La Contraloría General de la República, responsable de la regulación y fiscalización de los movimientos con finanzas públicas que sean ejercidos por el Gobierno Central y otras instancias de la administración pública.[15]
- La Defensoría del Pueblo, responsable de asegurar la protección y ejercicio ordinario de los derechos humanos mediante la investigación y supervisión de la actividad del Gobierno Central y otras instancias de la administración pública.[16]
- La Fiscalía General de Cuentas, responsable de conducir las diligencias necesarias para determinar los hechos sospechosos que se susciten en la administración de las finanzas públicas.[17]
- La Fiscalía General Electoral, responsable de asegurar la transparencia de los procesos electorales que sean convocados y realizados a nivel nacional, al igual que la investigación de los posibles delitos electorales que se susciten.[18]
- El Tribunal Administrativo de Contrataciones Públicas (TACP), responsable de la resolución de los conflictos que se susciten en las contrataciones públicas y puedan incidir en la perpetración de algún delito determinado.[19]
- El Tribunal Administrativo Tributario, responsable de la resolución de los conflictos que se susciten en el proceso de recaudación tributaria y puedan incidir en la perpetración de algún delito determinado.[20]
- El Tribunal de Cuentas, responsable de la resolución de los conflictos que se susciten en el proceso de distribución y control de los recursos del Estado, al igual que garantizar la recuperación de bienes sustraídos o malversados.[21]
- El Tribunal Electoral, responsable de la administración de los servicios de registro civil, emisión de los documentos de identidad y la certificación de estado civil, al igual que las elecciones que sean convocados y realizadas a nivel nacional.[22]

### Consejo de Ministros
El Consejo de Ministros, denominado como Consejo de Gabinete según la Constitución Política, es el órgano colegiado plenario del Gobierno Central. Reúne al presidente y vicepresidente de la República; al igual que los ministros de Estado, que a su vez, ejercen como las máximas autoridades de los ministerios del Gobierno Central. El presidente puede facultar a determinados funcionarios de alto rango, incluyendo a los asesores presidenciales, para asistir al Consejo sin derecho a voto.
Las funciones del Consejo de Ministros, establecidas por el artículo 200 de la Constitución, son enlistadas a continuación:
- Actuar como cuerpo consultivo en los asuntos que someta a su consideración el presidente de la República y en los que deba ser oído por mandato de la Constitución o de la Ley.
- Acordar con el presidente de la República los nombramientos de los magistrados de la Corte Suprema de Justicia, del Procurador General de la Nación, del Procurador de la Administración, y de sus respectivos suplentes, con sujeción a la aprobación de la Asamblea Nacional.
- Acordar la celebración de contratos, la negociación de emprésitos y la enajenación de bienes nacionales muebles o inmuebles, según lo determine la Ley.
- Acordar con el presidente de la República que este pueda transigir o someter a arbitraje los asuntos litigiosos en que el Estado sea parte, para el cual es necesario el concepto favorable del Procurador General de la Nación. Este numeral no se aplicará a los convenios arbitrales pactados contractualmente por el Estado, los cuales tendrán eficacia por sí mismos.
- Decretar, bajo responsabilidad colectiva de todos sus miembros, el Estado de Urgencia y la suspensión de las normas constitucionales pertinentes, de conformidad con lo dispuesto en el artículo 55 de la Constitución.
- Requerir de los funcionarios públicos, entidades estatales y empresas mixtas los informes que estime necesarios o convenientes para el despacho de los asuntos que deba considerar y citar a los primeros, y a los representantes de las segundas para que rindan informes verbales.
- Negociar y contratar emprésitos; organizar el crédito público; reconocer la deuda pública y arreglar su servicio; fijar y modificar los aranceles, tasas y demás disposiciones concernientes al régimen de aduanas, con sujeción a las normas previstas en las Leyes a que se refiere el numeral 11 del artículo 159. Mientras el Órgano Legislativo no haya dictado Ley o Leyes que contengan las normas generales correspondientes, el Órgano Ejecutivo podrá ejercer estas atribuciones y enviará al Órgano Legislativo copia de todos los Decretos que dicte en ejercicio de esta facultad.
- Dictar el reglamento de su régimen interno y ejercer las demás funciones que le señale la Constitución o la Ley.

### Ministerios
Los ministros de Estado son las máximas autoridades de los ministerios bajo su jurisdicción y ejercen, como miembros del Consejo de Ministros, facultades de consejo y consentimiento sobre determinadas áreas del poder público, según la Constitución y la Ley. A partir del 8 de marzo de 2023, el Consejo de Ministros está constituido por un total de 16 ministerios:
- Ministerio de la Presidencia
- Ministerio de Gobierno
- Ministerio de Relaciones Exteriores
- Ministerio para Asuntos del Canal
- Ministerio de Economía y Finanzas
- Ministerio de Seguridad Pública
- Ministerio de Comercio e Industrias
- Ministerio de Obras Públicas
- Ministerio de Educación
- Ministerio de Salud
- Ministerio de Trabajo y Desarrollo Laboral
- Ministerio de Vivienda y Ordenamiento Territorial
- Ministerio de Desarrollo Social
- Ministerio de Desarrollo Agropecuario
- Ministerio de Ambiente
- Ministerio de Cultura
- Ministerio de la Mujer

#### Viceministerios
Las leyes que disponen la constitución de los ministerios del Gobierno Central, al igual que otras leyes orientadas a enmendarlas, establecen un número determinado de viceministerios que ejercen algunas de las competencias de su ministerio principal:
- Viceministerio general del Ministerio de la Presidencia[26]
- Viceministerio de Gobierno del Ministerio de Gobierno[27]
- Viceministerio de Asuntos Indígenas del Ministerio de Gobierno[27]
- Viceministerio de Política Exterior del Ministerio de Relaciones Exteriores[28]
- Viceministerio de Asuntos Multilaterales y Cooperación del Ministerio de Relaciones Exteriores[29]
- Viceministerio de Economía del Ministerio de Economía y Finanzas[30]
- Viceministerio de Finanzas del Ministerio de Economía y Finanzas[30]
- Viceministerio general del Ministerio de Seguridad Pública[31]
- Viceministerio de Comercio Exterior del Ministerio de Comercio e Industrias[32]
- Viceministerio de Comercio Interior del Ministerio de Comercio e Industrias[33]
- Viceministerio general del Ministerio de Obras Públicas[34]
- Viceministerio Académico del Ministerio de Educación[35]
- Viceministerio Administrativo del Ministerio de Educación[35]
- Viceministerio de Infraestructura del Ministerio de Educación[35]
- Viceministerio general del Ministerio de Salud[36]
- Viceministerio general del Ministerio de Trabajo y Desarrollo Laboral[37]
- Viceministerio de Vivienda del Ministerio de Vivienda y Ordenamiento Territorial[cita requerida]
- Viceministerio de Ordenamiento Territorial del Ministerio de Vivienda y Ordenamiento Territorial[cita requerida]
- Viceministerio general del Ministerio de Desarrollo Social[38]
- Viceministerio general del Ministerio de Desarrollo Agropecuario[39]
- Viceministerio general del Ministerio de Ambiente[40]
- Viceministerio general del Ministerio de Cultura[41]
- Viceministerio general del Ministerio de la Mujer[42]

### Organismos asesores
La Constitución Política y/o la Ley establecen un número determinado de organismos asesores para el presidente de la República:
- Consejo Nacional para el Desarrollo Sostenible (CONADES)[43]
- Consejo de la Concertación Nacional para el Desarrollo[44]
- Consejo de Seguridad Pública y Defensa Nacional (CSPDN) y organismos adscritos[45]
- Unidad de Análisis Financiero (UAF)[46]

## Funciones

### Exclusivas del presidente
Según el artículo 183 de la Constitución Política, las competencias exclusivas del presidente de la República son:
- Nombrar y separar libremente a los Ministros de Estado.
- Coordinar la labor de la administración y los establecimientos públicos.
- Velar por la conservación del orden público.
- Adoptar las medidas necesarias para que la Asamblea Nacional se reúna el día señalado por la Constitución, o el Decreto mediante el cual haya sido convocada a sesiones extraordinarias.
- Presentar al principio de cada legislatura, el primer día de sus sesiones ordinarias, un mensaje sobre los asuntos de la administración.
- Objetar los proyectos de Ley, por considerarlos inconvenientes o inexequibles.
- Invalidar las órdenes o disposiciones que dicte un Ministro de Estado, en virtud del artículo 186.
- Las demás que le correspondan de conformidad con la Constitución o la Ley.

### Compartidas con los ministros de Estado
Según el artículo 184 de la Constitución Política, las competencias que ejerce el presidente de la República con la participación del Ministro respectivo son enlistadas a continuación:
- Sancionar y promulgar las Leyes, obedecerlas y velar por su exacto cumplimiento.
- Nombrar y separar los Directores y demás miembros de los servicios de policía, y disponer el uso de estos servicios.
- Nombrar y separar libremente a los Gobernadores de las provincias.
- Informar al Órgano Legislativo de las vacantes producidas en los cargos que este debe proveer.
- Vigilar la recaudación y administración de las rentas nacionales.
- Nombrar, con arreglo a lo dispuesto en el Título XI, a las personas que deban desempeñar cualesquiera cargos o empleos nacionales cuya provisión no corresponda a otro funcionario o corporación.
- Enviar al Órgano Legislativo, dentro del primer mes de la primera legislatura anual, el Proyecto de Presupuesto General del Estado, salvo que la fecha de la toma de posesión del presidente de la República coincida con la iniciación de dichas sesiones. En este caso, el presidente de la República deberá hacerlo dentro de los primeros cuarenta días de sesiones.
- Celebrar contratos administrativos para la prestación de servicios y ejecución de obras públicas, con arreglo a lo que disponga esta Constitución y la Ley.
- Dirigir las relaciones exteriores; celebrar tratados y convenios internacionales, los cuales serán sometidos a la consideración del Órgano Legislativo, además de acreditar y recibir agentes diplomáticos y consulares.
- Dirigir, reglamentar e inspeccionar los servicios establecidos en esta Constitución.
- Nombrar a los Jefes, Gerentes y Directores de las entidades públicas autónomas, semiautónomas y de las empresas estatales, según lo dispongan las leyes respectivas.
- Decretar indultos por delitos políticos; rebajar penas y conceder libertad condicional a los reos de delitos comunes.
- Conferir ascenso a los miembros de los servicios de policía, con arreglo al escalafón y a las disposiciones legales correspondientes.
- Reglamentar las leyes que lo requieran para su mejor cumplimiento, sin apartarse en ningún caso de su texto o de su espíritu.
- Conceder a los nacionales que lo soliciten permiso para aceptar cargos de gobiernos extranjeros, en los casos que sea necesario de acuerdo con la Ley.
- Ejercer las demás atribuciones que les correspondan, de acuerdo con esta Constitución y la Ley.